# بهترین چیز بعدی
بهترین چیز بعدی (به انگلیسی: The Next Best Thing) فیلمی محصول سال ۲۰۰۰ و به کارگردانی جان شلزینجر است. در این فیلم بازیگرانی همچون روپرت اورت، مدونا، بنجامین برت، میشل وارتان، یوزف زومر، لین ردگریو، نیل پاتریک هریس، ایلیانا داگلاس، مارک ولی، سوزان کرول، استیسی ادواردز، لیندا لارکین ایفای نقش کرده‌اند.